# 岐阜県立多治見北高等学校
岐阜県立多治見北高等学校（ぎふけんりつ たじみきたこうとうがっこう）は、岐阜県多治見市上山町にある県立高等学校。
地元での通称は「北高（きたこう）」もしくは「多北（たきた）」。備品の鉄パイプ椅子には、「多北高校」と記されている。

## 概要
1958年（昭和33年）に創立された全日制普通科（2年次より文理系へクラス編成）のみを有する高等学校である。かつて定時制課程もあったが2004年（平成16年）度以降入学者の募集を停止し、2007年3月に閉課程となった。校訓は自主・自律・自学。
岐阜県内の美濃地方であればどこでも通学可能であるが、学校の位置する場所が学区の西端である多治見市であるため、通学者は主に多治見市・土岐市・瑞浪市・可児市東部に在住しており、恵那市・中津川市からの通学者は少ない。また、可茂学区（主に可児市や美濃加茂市）からの通学者もいる。
校章は「北」という文字の中に「高」を配したものであり、校章は学校の理想を具現したものとされている。北の文字の上むきは向上と進歩を、高の銀は、知性と純正潔白を、北の銅は、若き情熱と情調を、形の小さきは、慎ましく、おごりを、いましめ小さき中に、大いなる夢を託すとされている。
校歌は金田一京助作詞、高木東六作曲である。

## 特色

### 校風
校内の自治は生徒に委ねられている部分が多く、学業にふさわしく高校生らしい身なりに支障がでなければ、校内への物品の持ち込みや、制服の上から防寒具を着ることも自由である。従って、鞄・靴等の制約は特にない。ただし、通学用自転車については前後のカゴと両立スタンドを取り付けることが必須である。

### 制服
男子は詰襟の学生服（校章・校章入りボタン。夏は開襟シャツ）、女子は指定セーラー服（夏用と冬用あり）である。セーラー服の上着の両下部にポケットがついており、襟の部分と合わせて「北」をモチーフにデザインされている。しかし生徒からは、特に女子の制服について「ダサい」と酷評されてしまっているため、令和4年度ごろからデザイン等を含む制服のあり方について生徒会で検討されている。

### 授業
全国的にも珍しい65分授業を採用している。まとまった時間で学習の効率と集中力を高める狙いがあり、各教科で小テスト・実験・観察・実習などの工夫がなされ、内容の濃い授業が展開されている。

### 授業以外の学びの場
生徒一人一人が「確かな学力」を形成するために、以下に挙げる多様な学びの場を設け、きめ細かい学習指導を行っている。
- 北辰講座 - 発展的な内容を学ぶ
- 放課後講座 - 3年生を対象に進学補習を行う
- チアアップ講座 - 授業でつまずいた生徒を支援する
- 土曜講座 - 補充・発展・教養など幅広いテーマで実施する

これ以外に「総合的な探究の時間」では、決められたテーマや各々が興味を持っているテーマに沿ってICTを活用した探究及び発表を行っており、日々の学習内容に留まらない幅広い教養やプレゼン能力などを身につけられる。

### 生活
1日の流れは以下の通りである。SHRとはショートホームルームの略である。完全下校時刻までに全ての生徒が学校を出る必要がある。毎月8日・18日・28日（「8のつく日」と呼んでいる）は完全下校時刻が普段より30分早くなり、17時45分に閉門となる。
|              | 時間         |
| ------------ | ------------ |
| 朝読書       | 8:25〜8:35   |
| SHR          | 8:35〜8:40   |
| 1限          | 8:45〜9:50   |
| 2限          | 10:00〜11:05 |
| 3限          | 11:15〜12:20 |
| 昼休み       | 12:20～13:00 |
| 4限          | 13:00～14:05 |
| 5限          | 14:15～15:20 |
| 掃除         | 15:25～15:35 |
| SHR          | 15:40〜15:45 |
| 完全下校時刻 | 18:15        |

|              | 時間                 |
| ------------ | -------------------- |
| 5限まで      | 月・水・金曜日と同様 |
| 6限          | 15:30～16:20         |
| SHR          | 16:25〜16:30         |
| 完全下校時刻 | 18:15                |

### 卒業後の進路
ほとんどの生徒が進学希望であり、9割前後の生徒が四年制大学に進学する。多くの生徒が国公立大学、難関私立大学を目指す。国公立大学では東京大学や京都大学をはじめ、岐阜大学・名古屋大学・名古屋工業大学・その他旧帝大などに輩出。私立大学では中央大学・東京理科大学・名城大学・立命館大学・早稲田大学などに多くの合格者を送り出している。

## 沿革
現在までの沿革は以下の通りである 。

### 北高前史
- 1940年（昭和15年）11月 - 多治見市立多治見中学校設立の許可。
- 1941年（昭和16年）4月 - 多治見中学校にて開校式。
- 1943年（昭和18年）4月 - 岐阜県立多治見中学校となる。現運動場、本館校舎の完成。
- 1948年（昭和23年）8月 - 高等学校再配置により、3校（多治見高校・多治見女子高校・多治見市立女子高校）統合して岐阜県立多治見高等学校と改称。

### 北高史
- 1958年（昭和33年）4月1日 - 岐阜県立多治見北高等学校設置許可（通常課程普通科）。
- 1960年（昭和35年）4月1日 - 定時制課程（普通科、商業科）の併設。
- 1968年（昭和43年）4月1日 - 定時制商業科募集停止。
- 1969年（昭和44年）4月1日 - 定時制に衛生看護科設置。
- 1970年（昭和45年）4月8日 - 65分教育課程の実施。
- 1987年（昭和62年）4月1日 - 定時制衛生看護科募集停止。
- 1998年（平成10年）4月1日 - 定時制課程、単位制に改編。
- 2004年（平成16年）4月1日 - 定時制課募集停止。
- 2007年（平成19年）3月31日 - 定時制閉課程。
- 2019年（令和元年）9月30日 - 北舎ICT設備工事により23教室にホワイトボード、プロジェクター設置。
- 2021年（令和3年）1月8日 - 全学年に生徒人数分のタブレット配備完了。

## 学校行事

### 北辰祭
文化祭2日・体育祭1日の日程で行われる学校祭を「北辰祭（ほくしんさい）」と呼称している（「北辰」とは、北極星の意）。北辰祭は岐阜県の公立高校としては、一般に公開されている数少ない学校祭であった。しかし2006年（平成18年）度からは生徒家族に閲覧者は限られた。また、コロナ禍においては例年通りの開催ができず、2020年（令和2年）度は文化祭が各教室で出し物の動画を鑑賞する形となり体育祭は中止、2021年度は文化祭と体育祭が共に中止に追い込まれた。したがって2022年度からはコロナ禍以前の北辰祭を経験した生徒が基本的にいないため、伝統の継承が課題となっていた。ただ2022年度は体育祭は中止となったものの文化祭は対面での開催が実現し、徐々にコロナ禍以前の状態を取り戻しつつある。

### 球技大会
球技大会は全校で一斉に行われる体育的行事である。春季と秋季の年2回行われる。他学年のクラスと競技をする場面があるため、学年間の親睦を深める行事としては大きな意味をもつ学校行事である。コロナ禍においては学年別開催での規模縮小や中止が相次いだが、2022年度秋季大会は全校一斉開催が実現した。

### 予餞会
「予餞会（よせんかい）」は、毎年度末に卒業を迎える3年生に感謝と激励の意を伝える目的で行われる行事である。例年は近隣のバロー文化ホールで行われていたが、コロナ禍においては各教室で映像やライブ配信を鑑賞するといった校内での開催となっている。

## 部活動
23の部活動があり、18の体育系部活動と5の文化系部活動に大別される。放課後及び休日に活動する。入部は強制されていないが、ほとんどの生徒が入部する。

### 体育系部
- 陸上部
- 軟式野球部
- 卓球部（男／女）
- サッカー部
- 剣道部
- 弓道部
- バレーボール部（男／女）
- バスケットボール部（男／女）
- バドミントン部（男／女）
- ボクシング部
- ソフトテニス部（男／女）
- 硬式テニス部（男／女）

### 文化系部
- 吹奏楽部
- 音楽部
- 美術部
- 自然科学部
- 放送部

## 著名な出身者
- 阿知波吉信 - 政治家、元衆議院議員
- 東千晴 - 岐阜放送（ぎふチャン）アナウンサー
- 天野裕夫 - 彫刻家
- ANTY the 紅乃壱 - ラッパー
- 伊藤芳博 - 詩人
- 岩田実 - 彫刻家
- 太田康広 - 経営学者、慶應義塾大学大学院経営管理研究科教授
- 大森勝久 - 死刑囚、元新左翼活動家
- 梶田孝道 - 社会学者、元一橋大学大学院社会学研究科教授
- 加藤靖也 - 土岐市長
- 神奈月 - ものまねタレント
- 木股文昭 - 地震学者、名古屋大学名誉教授
- けんつめし - プロe-Sports選手
- 近藤サト - フリーアナウンサー、元フジテレビアナウンサー
- 酒井直人 - 中野区長
- 佐々木悟郎 - イラストレーター
- 篠田和久 - 王子ホールディングス会長、日本経団連副会長、日本製紙連合会会長
- 白鳥士郎 - ライトノベル作家
- 杉本達治 - 福井県知事
- 高木浩光 - セキュリティ研究者
- 高須みほ - モデル、タレント
- 田口尚幸 - 国文学者、愛知教育大学教育学部教授
- 徹 - ドラマー、元FANATIC◇CRISIS
- 長瀬博 - 筑波大学国際統合睡眠医科学研究機構教授、元北里大学薬学部教授
- 中田卓也 - 実業家、ヤマハ社長
- 西寺雅也 - 政治家、元多治見市長
- 林洋一 - 青山学院大学理工学部教授
- 古川雅典 - 多治見市長
- 堀江敏幸 - 小説家、フランス文学者、早稲田大学文学学術院教授
- 真山亜子（水原リンから改名） - 声優
- 水野弘道 - 国際連合特使、元年金積立金管理運用独立行政法人最高投資責任者、テスラ取締役
- 三宅輝 - 料理人
- 吉川芳和 - NIPPO社長
- 吉田美喜夫 - 立命館大学学長
- 若尾政希 - 思想史家、一橋大学大学院社会学研究科教授、歴史学研究会委員長
- 金津琢哉 - 東海学園大学教授

## アクセス
- JR中央本線・太多線 多治見駅（多治見駅前バスターミナル）から徒歩で約20分。
- 東鉄バス・多治見＝イオンモール土岐線「北高正門前」停留所下車。停留所から徒歩約５分。

## 周辺
学校周辺の施設として、北に臨済宗南禅寺派の古刹・虎渓山永保寺、東に神言会多治見修道院が存在する。
- 神言会多治見修道院
- 虎渓山永保寺
- 虎渓公園
- 国道19号（多治見バイパス）